# Semudobia rotundifoliae
Semudobia rotundifoliae är en tvåvingeart som beskrevs av Fedotova 1996. Semudobia rotundifoliae ingår i släktet Semudobia och familjen gallmyggor. Inga underarter finns listade i Catalogue of Life.